# Hermandad de la Verdad Rusa

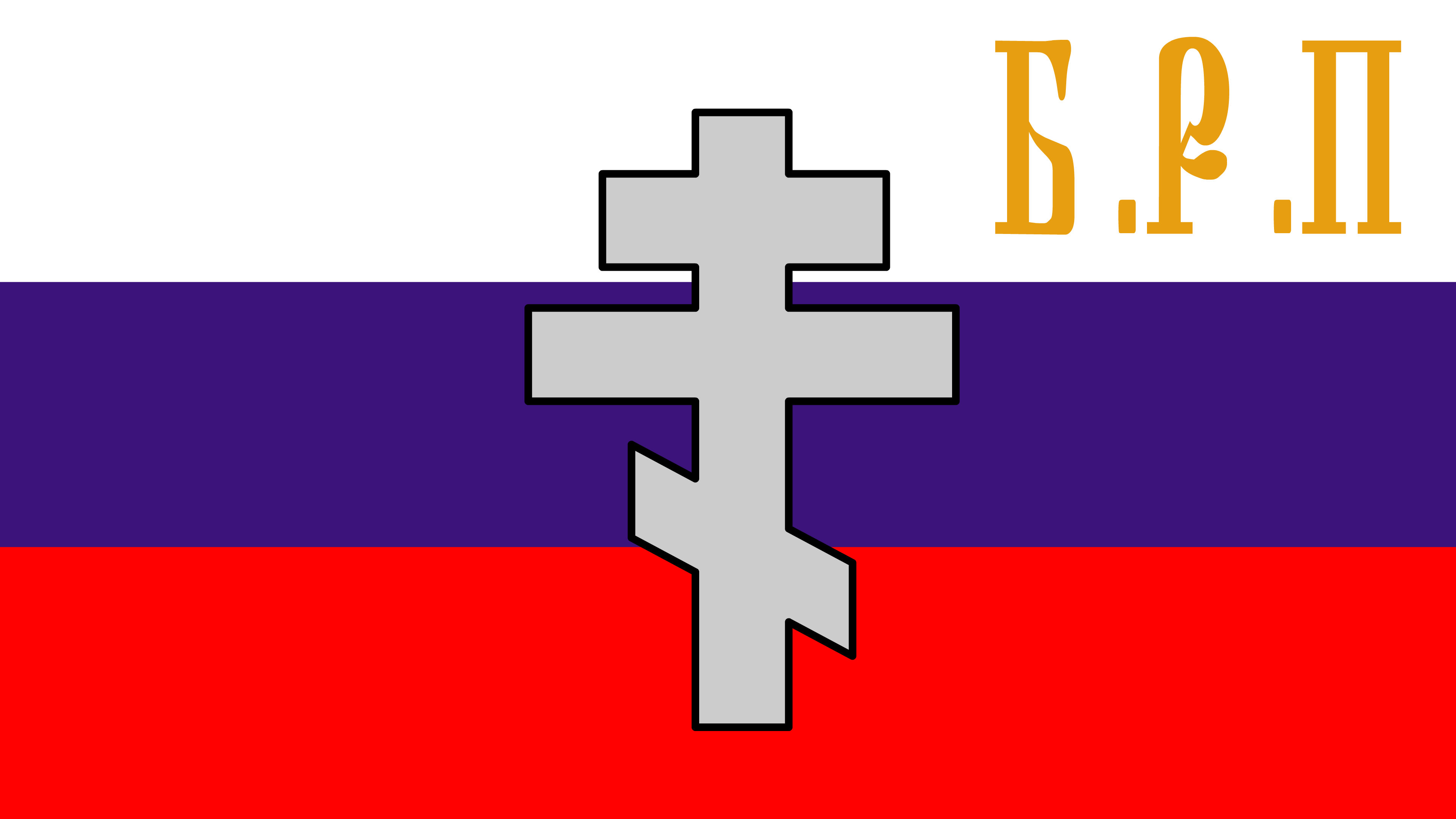
Bandera de la HVR.

La Hermandad de la Verdad Rusa (en ruso: Братство Русской Правды) fue una organización nacionalista contrarrevolucionaria rusa establecida en 1921 por Piotr Krasnov y otros exmiembros del Movimiento Blanco, incluido el príncipe Anatol von Lieven, para derrocar al bolchevismo en la Rusia soviética. El término "Verdad rusa" es la palabra utilizada para describir el código de leyes ruso establecido por el gran príncipe de la Rus medieval, Yaroslav I el Sabio. El programa político de la Hermandad era anticomunista con un sentimiento cristiano ortodoxo y monárquico.
El principal método de lucha de la Hermandad fue el establecimiento de una red clandestina de contrarrevolucionarios dentro de la Rusia soviética. La Hermandad envió agentes para cruzar ilegalmente la frontera soviética, al igual que la Unión Militar Rusa y la NTS. Desafortunadamente para la Hermandad, los agentes que trabajaban para la Línea Interna interrumpieron sus actividades, causando considerables bajas.
La organización cesó su actividad después de que su presidente Afinogen Argunov fuera asesinado en 1932 por un agente de la OGPU.